# Жаба західна американська
Жаба західна американська (Bufo boreas) — вид великих (5,6 — 13 см завдовжки) жаб, поширений на заході Північної Америки. Має білу або кремову спинну смугу і темно-сіру або зеленувату шкіру на спині, із спінноми залозами, сконцентрованими в темних плямах. Її паротоїдні залози мають овальну форму і розташовані далеко одна від одної.